# فرودگاه نفتیوگانسک
فرودگاه نفتیوگانسک (به روسی: Аэропорт Нефтеюганск) فرودگاهی عمومی واقع در نفتیوگانسک در کشور روسیه است که توسط شرکت  JSC "Nefteyugansk United Airline Transport" اداره می‌شود.